# 킬러스웰 : 아워 스페이스
《킬러스웰 : 아워 스페이스》(영어: Killer Swell: Our Space)는 2020년 개봉한 드라마 영화이다.

## 출연
- 오동민 - 동민 역
- 김민하 - 유진 역
- 박인지 - 시은 역
- 안대현 - 대현 역